# Falcatifolium taxoides
Falcatifolium taxoides är en barrträdart som först beskrevs av Adolphe-Théodore Brongniart och Jean Antoine Arthur Gris, och fick sitt nu gällande namn av De Laub. Falcatifolium taxoides ingår i släktet Falcatifolium och familjen Podocarpaceae. Inga underarter finns listade i Catalogue of Life.
Växten är utformad som ett mindre träd som förekommer i låga bergstrakter på Nya Kaledonien. Den hittas i regioner som ligger 400 till 1200 meter över havet. Falcatifolium taxoides ingår i städsegröna skogar.
För beståndet är inga hot kända och hela populationen bedöms som stabil. IUCN kategoriserar arten globalt som livskraftig.